# Курганы вятичей
Курга́ны вя́тичей — коллективные или индивидуальные погребальные земляные сооружения славянского племени вятичей XI—XIV веков. 
Курганы выглядят как невысокие земляные холмы, часто образуют группы, в которых отдельные курганы расположены в шахматном порядке.

## Устройство и погребальный инвентарь
Для вятичских курганов было характерно как трупоположение, так и захоронение урн с прахом, оставшимся после сожжения тела умершего. Вместе с покойником в курган клали украшения — семилопастные височные кольца, хрустальные бусы, перстни и браслеты, керамику. Отличительной чертой женских захоронений вятичей считаются семилопастные височные кольца. О балтском влиянии на вятичей (через местные племена мощинской культуры) также говорят характерные украшения — шейные гривны, которые не принадлежат к числу распространённых украшений в восточнославянском мире X—XII вв. Только у двух племён — радимичей и вятичей — они получили относительно широкое распространение. Среди вятичских украшений есть шейные гривны, неизвестные в других древнерусских землях, но имеющие полные аналогии в летто-литовских материалах. В XI—XII столетиях курганы бассейна Москвы имеют уже характерный вятичский облик, погребения ориентированы головой к западу, в отличие от балтских, для которых типична ориентировка на восток. Также славянские погребения отличаются от балтских групповым расположением курганов (до нескольких десятков). Оружие и предметы труда в курганах вятичей встречаются редко. Иногда исследователи обнаруживали в курганах кремнёвые стрелы, имеющие ритуальное значение. В ноги (реже у головы) покойника часто ставили глиняный горшок. В курганах времён прихода христианства в славянские земли встречаются кресты и образки.

## Погребальный обряд
Над мертвыми вятичи совершали тризну, а затем кремировали, возводя над местом погребения небольшие курганные насыпи. Это подтверждается археологическими раскопками в бассейне Москвы. 
«Повесть временных лет» так описывает погребальный обряд вятичей:

И если кто умрёт, совершают над ним тризну. После неё складывают большой костёр, кладут на него мертвеца и сжигают. После этого, собрав кости, складывают их в малый сосуд и ставят на столбе у дороги. Так делают вятичи и ныне. Такому же обычаю следуют и кривичи, и прочие язычники.
Оригинальный текст (древнерусск.)И аще къто умьряще, творяху тризну надъ нимь, и посемъ сътворяху краду велику, и възложаху на краду мьртвьца, и съжьжаху, и посемь, събьравъше кости, възложаху въ судину малу, и поставляху на стълпѣ на путьхъ, еже творять Вятичи и нынѣ. Сиже творяху обычая и Кривичи и прочии прогании.

## География
Курганные группы вятичей были обнаружены в бассейнах рек Ока, Жиздра, Москва, Угра, Клязьма.

## Археологические исследования
В советское время курганы вятичей были исследованы А. В. Арциховским. Его классическая монография (1930) разбудила интерес многочисленных исследователей. На территории Подмосковья раскопками на вятичских курганах занималась кафедра археологии МГУ. Академик Арциховский разделил артефакты вятичских курганов на три стадии. Первая стадия была датирована им и другими археологами X—XII веками, курганы этой стадии распространены в Верхнеокском регионе и бассейне реки Москва. Захоронения в курганах XI—XII веков происходили по ритуалу трупосожжения.
Курганы второй стадии (XII—XIII век) выделяются по витым браслетам и височным кольцам. В этом время вятичи освоили бассейны рек Москва, Угра и Жиздра, дошли до Клязьмы и притока Оки — Прони. Самые поздние курганы вятичей относятся к XIII—XIV векам.